# Salinõmme
Koordinaten: 58° 50′ N, 22° 56′ O
Salinõmme (deutsch Sallinömm) ist ein Dorf (estnisch küla) in der Landgemeinde Hiiumaa (bis 2017: Landgemeinde Pühalepa). Es liegt auf der zweitgrößten estnischen Insel Hiiumaa (deutsch Dagö).

## Beschreibung und Geschichte
Salinõmme hat heute 29 Einwohner (Stand 31. Dezember 2011). Es liegt fünf Kilometer südlich von Suuremõisa.
Das Dorf liegt auf der gleichnamigen Halbinsel (Salinõmme poolsaar). Östlich liegt die Bucht von Salinõmme (Salinõmme laht), westlich die Buch von Soonlepa (Soonlepa laht). Der Wacholder prägt die naturbelassene Landschaft. Noch Ende des 19. Jahrhunderts war die Halbinsel eine kleine Insel, die schließlich durch die natürliche Hebung des Landes mit der Insel Hiiumaa verbunden wurde.
Der Ort wurde erstmals 1565 unter dem Namen Salomäe by urkundlich erwähnt. Während der schwedischen Herrschaft über Hiiumaa wurde dort von 1582 bis 1594 Meersalz gewonnen – wenn auch in bescheidenem Umfang, da der Salzgehalt nicht sehr hoch ist. Vom Wort „Saline“ leitet sich auch der Name des Dorfes ab.

## Inselschutzgebiet Hiiumaa
In Salinõmme liegt das Verwaltungszentrum für das 1971 geschaffene Inselschutzgebiet Hiiumaa. Für Ornithologen wurde ein Beobachtungsturm errichtet. Daneben gibt es im Salinõmme einen kleinen Fischereihafen und ein Gästehaus.